# Капрони, Джованни Баттиста
Дж(ов)анни Баттиста Капрони (итал. Gi(ov)anni Battista Caproni; 3 июля 1886, Арко — 27 октября 1957, Рим) — итальянский авиаконструктор, основатель авиастроительной компании Caproni. В 1940 году получил титул графа Тальедо (Conte de Taliedo) — в честь района Милана, где он оборудовал взлётно-посадочную полосу.

## Ранняя жизнь
Капрони родился 3 июля 1886 года в Арко, Трентино, регионе, который в то время принадлежал Австро-Венгрии, но затем вошёл в состав Италии в 1919 году. В 1907 получил учёную степень по гражданскому строительству в Мюнхенском техническом университете. Продолжил образование в институте Монтефиори в Льеже, где получил докторскую степень по электротехнике. Там же он познакомился с Анри Коанда, с которым впоследствии сотрудничал.

## Карьера
В 1908 году Капрони основал в Милане завод «Капрони», где занялся производством бипланов. В 1909 году он открыл промышленный аэропорт возле Кашина-Мальпенса — современного аэропорта Мальпенса — для производства и испытания своих самолётов. В 1910 году он построил Caproni Ca.1, который стал первым итальянским самолётом, который был разбит во время своего первого полета 27 мая 1910 года.
В 1911 году, когда его компания получила название Società de Agostini e Caproni, он перешел на строительство монопланов, в производстве которых он добился больших успехов. В 1914 году он испытал первый многомоторный самолет в Италии, трехмоторный биплан, впоследствии получивший название Caproni Ca.31. После того, как Италия вступила в Первую мировую войну в 1915 году, он посвятил свои усилия разработке и созданию бомбардировщиков. Позже его компания была переименована в Società Caproni e Comitti.

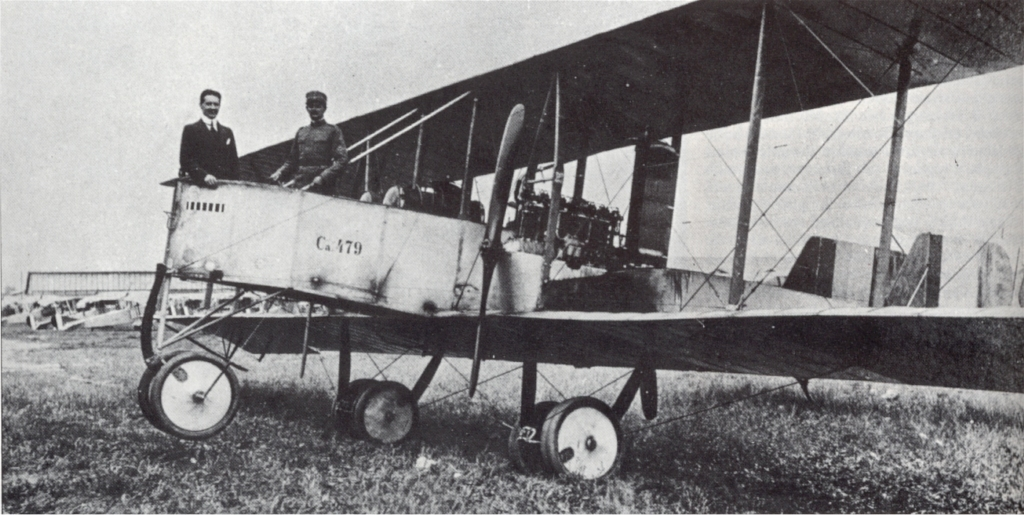
Джованни Капрони (слева) на борту второго Caproni Ca.32 в аэропорту Талиедо, июль 1915.

Капрони был одним из сторонников развития пассажирских самолётов и разработал вариант конверсии бомбардировщика Са.4 в авиалайнер Са.48. Несмотря на то, что Ca.48 произвёл на публику очень благоприятное впечатление, вероятно, он так и не поступил в авиалинии, и 2 августа 1919 года Ca.48 потерпел крушение под Вероной, Италия, убив всех на борту (14, 15, или 17 человек, по разным данным), в результате первой катастрофы коммерческой авиации в Италии и одной из самых ранних и, в то время, самых смертоносных катастроф авиалайнера в истории. В 1921 году он построил прототип гигантского трансатлантического пассажирского гидросамолета Caproni Ca.60 Noviplano вместимостью 100 пассажиров, но он оказался ненадёжным и потерпел крушение во втором полете. Он также занимался разработкой планеров.

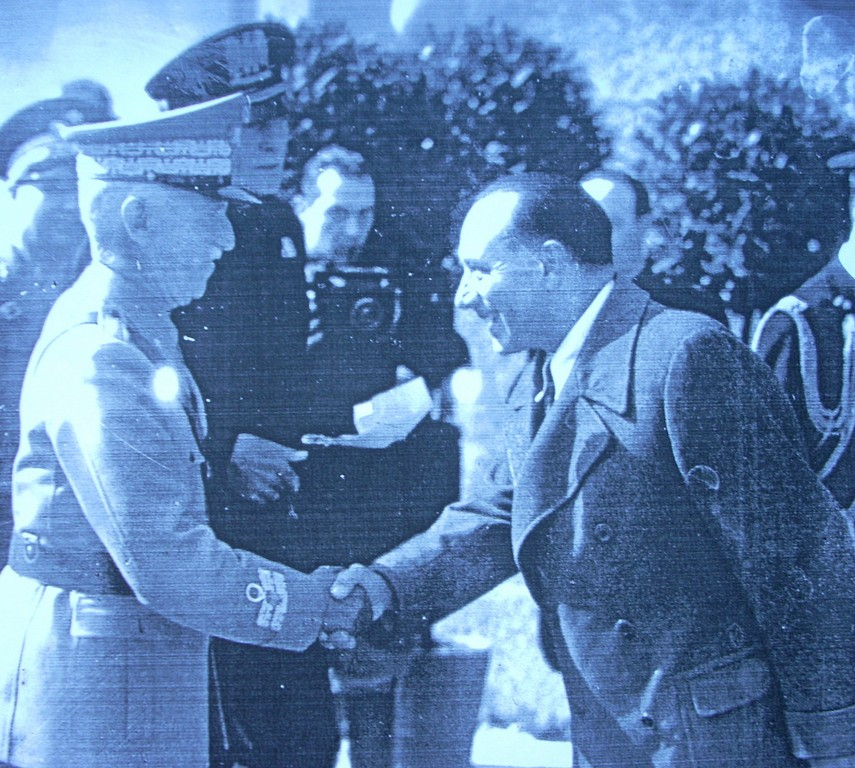
Джованни Капрони пожимает руку королю Италии Виктору Эммануилу III, 1940 год.

Между Первой и Второй мировыми войнами он посвятил большую часть своих усилий разработке и производству бомбардировщиков и легких транспортных самолётов, а его компания изготовила ранние Stipa-Caproni и Caproni Campini N.1, экспериментальные самолёты с канальными вентиляторами, которые были предшественниками настоящих реактивных самолётов. В течение этого периода его компания, в очередной раз сменившая название на Società Italiana Caproni, стала крупным конгломератом, который приобрел других производителей, создав дочерние компании, в состав которых входили Caproni Bergamasca и Caproni Vizzola, хотя утверждение о том, что Caproni также приобрел компанию Reggiane, чтобы сформировать дочернюю компанию «Caproni Reggiane», является мифом.
Во время Второй мировой войны компания Caproni производила самолёты для Regia Aeronautica — в основном бомбардировщики, транспорты, гидросамолеты и учебные тренажеры, хотя дочерняя компания Caproni Vizzola также создала несколько прототипов истребителей. Конгломерат Società Italiana Caproni прекратил свою деятельность в 1950 году, однако его последний осколок, дочерняя компания Caproni Vizzola, сохранился до 1983 года.
Граф Капрони скончался в Риме 27 октября 1957 года в возрасте 71 года.

## Память
Именем Капрони названы аэропорт и музей авиации в Тренто, улица в Милане. В 2003 году в его честь Почтой Италии была выпущена почтовая марка.
Хаяо Миядзаки создал романтизированный образ Капрони в анимационном фильме «Ветер крепчает» (2013).

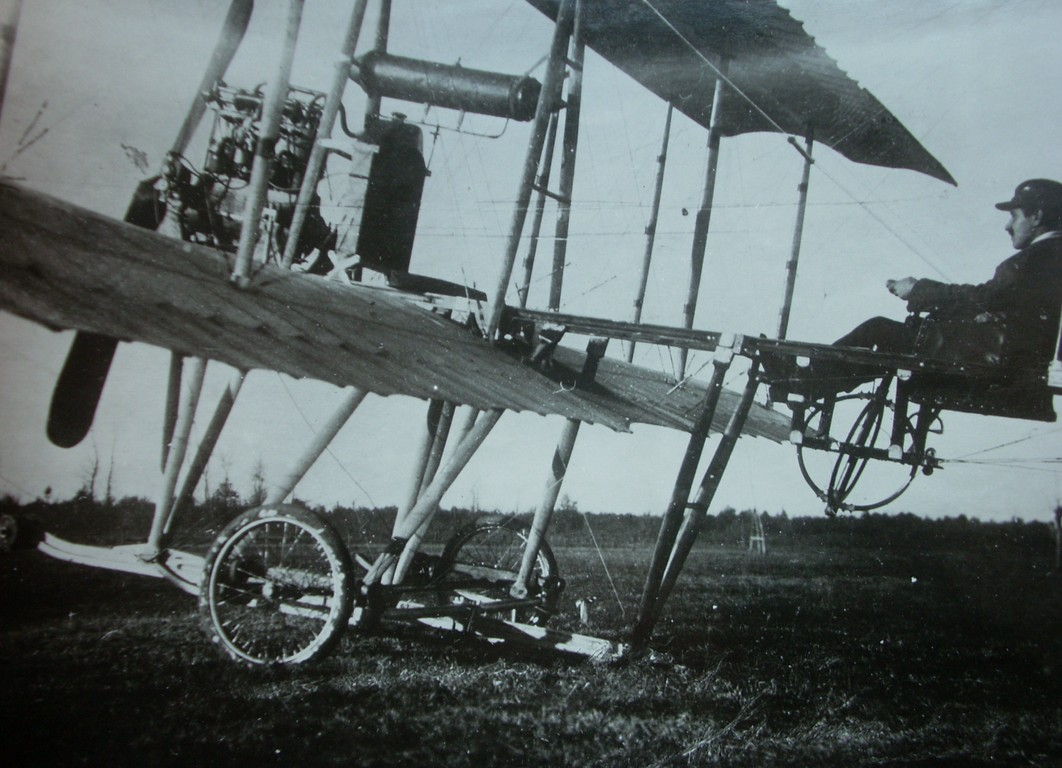
Джованни Капрони на борту собранного им биплана Caproni Ca.5, 1911 год.
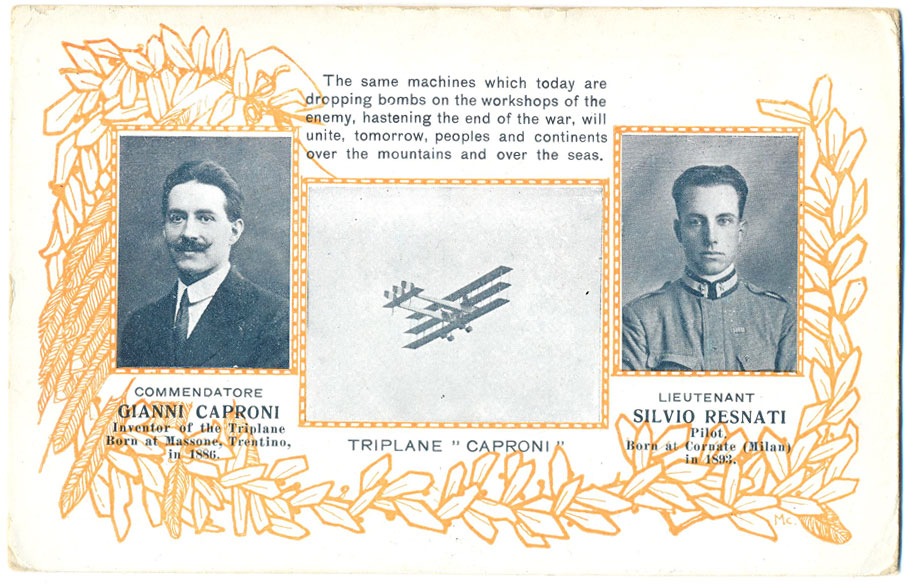
Портрет Капрони на рекламном проспекте, 1915.
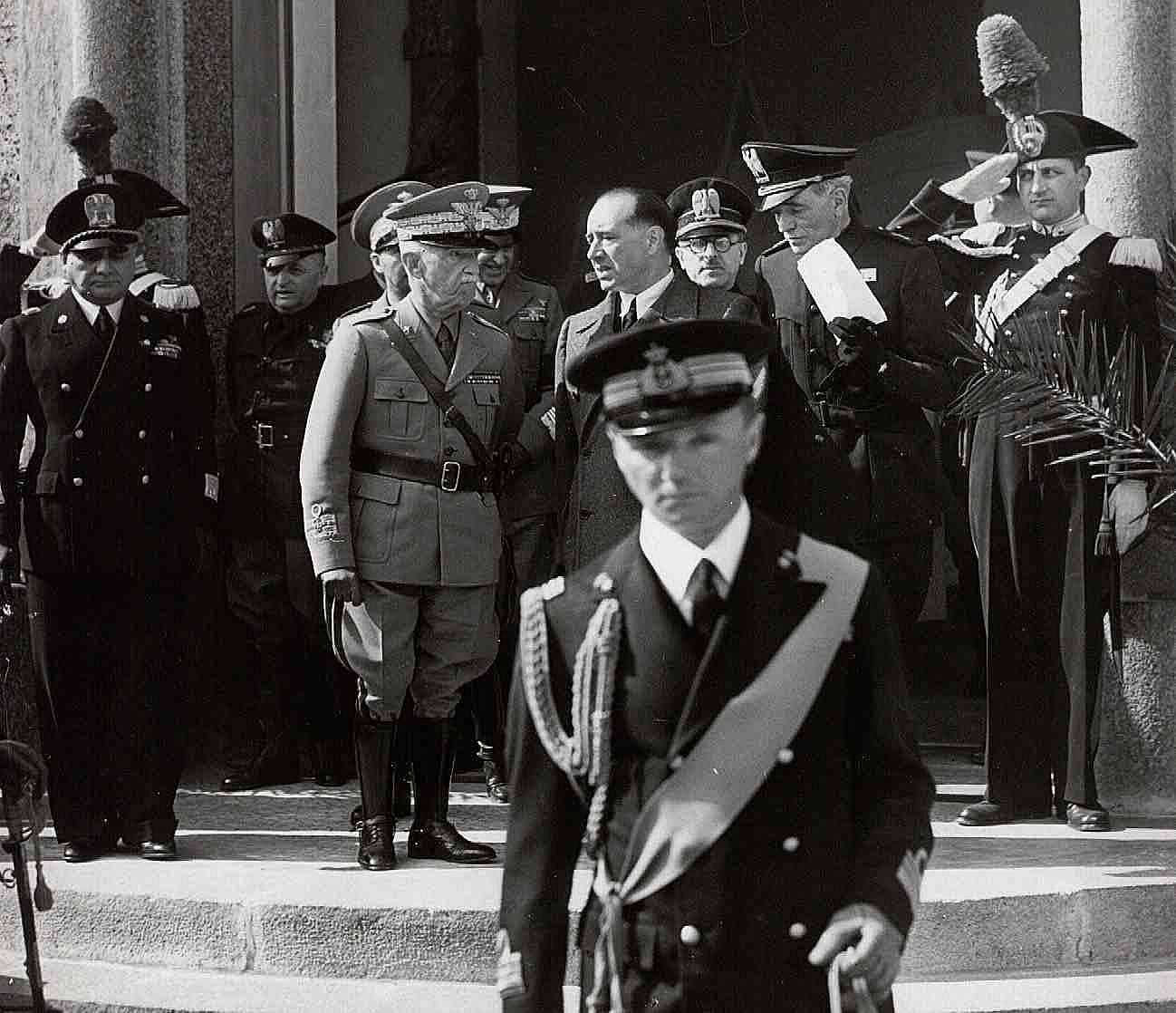
Капрони и король Виктор Эммануил во время посещения завода Aeronautici di Predappi, 1939.
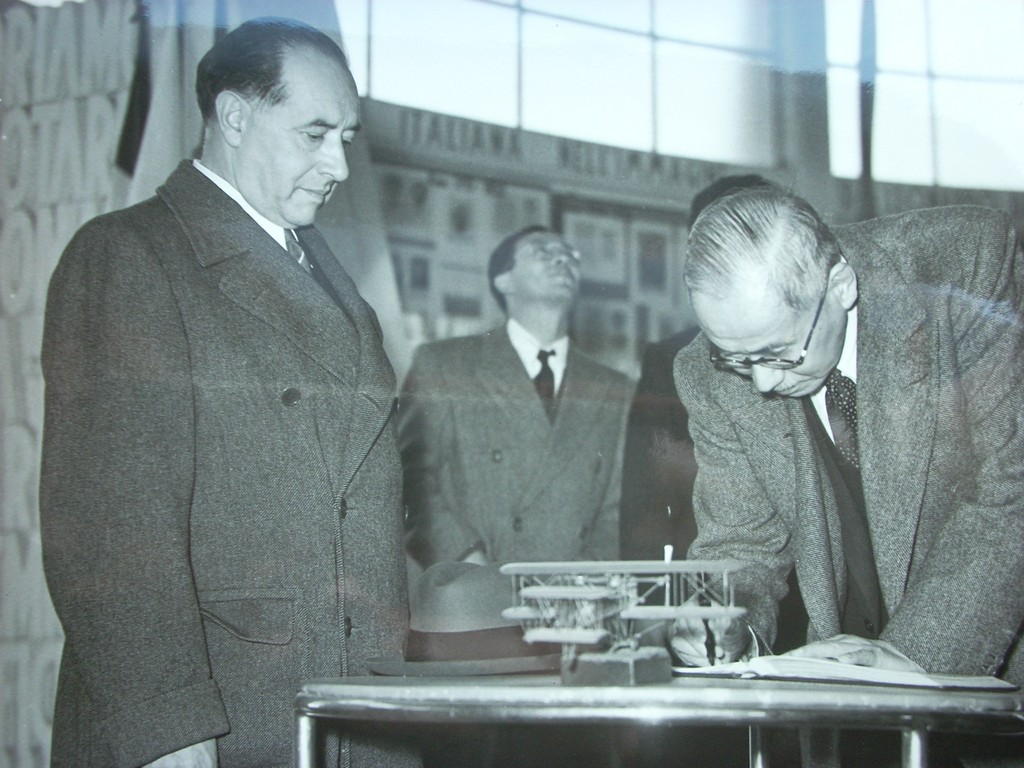
Японский посол Хорикири Дзамбэй ставит подпись в реестре выдающихся гостей в мастерской Капрони в Талиедо, Милан, 22 апреля 1942 года
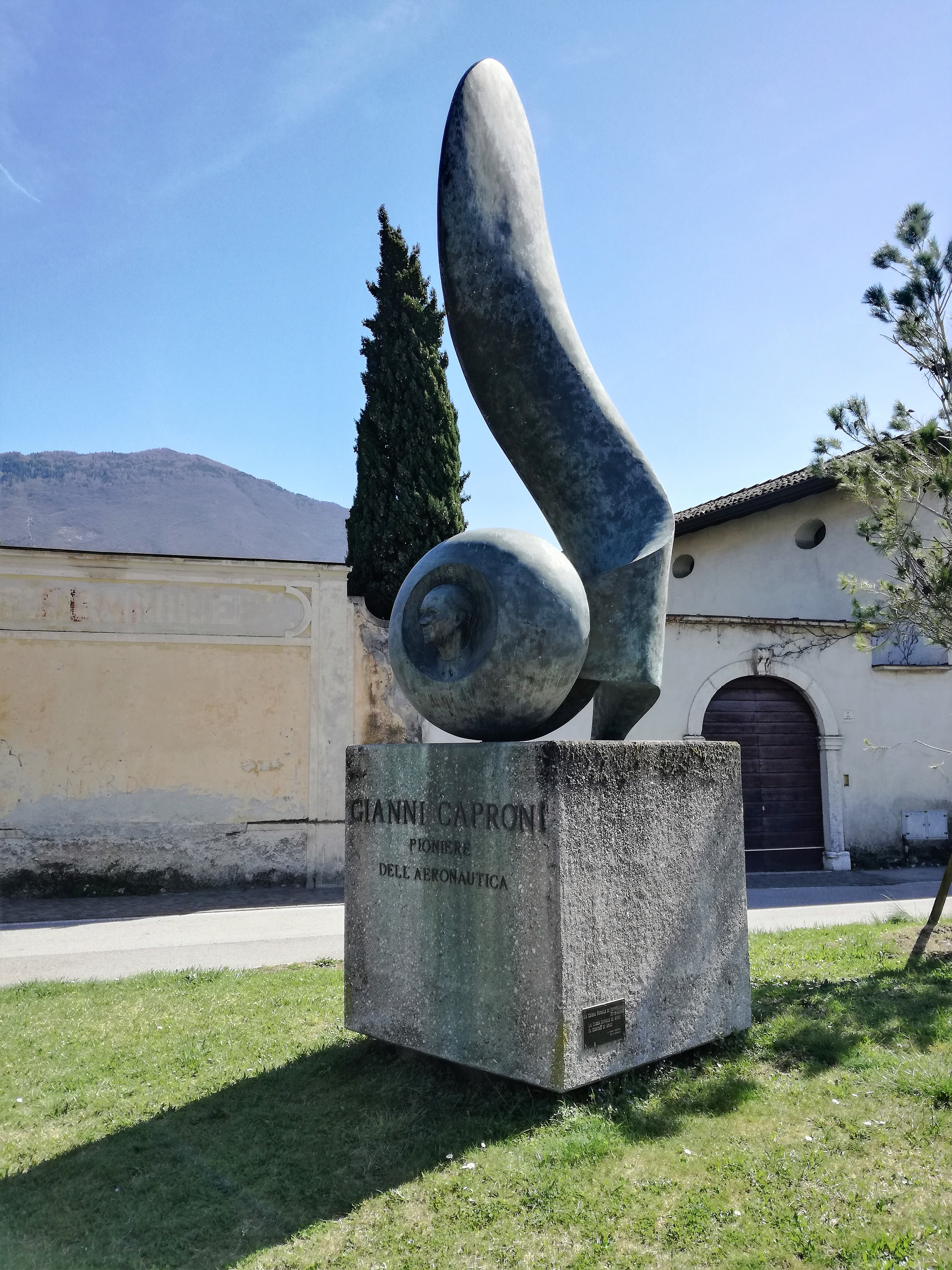
Монумент Капрони в Арко.